# 东江街道 (龙口市)
东江街道，是中华人民共和国山東省烟台市龙口市下辖的一个乡镇级行政单位。

## 行政区划
东江街道下辖以下地区：
东江村、崖头村、邢家泊村、九北村、九南村、矫家村、贾家村、大冯家村、王村邢家村、王村阎家村、王村张家村、中智家村、北智家村、西江村、蔺家村、黄格庄村、祁家村、横埠村、徐家村、碓徐家村、潘王村、小李家村、大田周家村、大脉张家村、刘家疃村、南二里处村、董家洼村、邵家村、毡王村、程家疃村、周家庵村、北路村、南路村、磨山赵家村、小屯村、崔家村、南山村、磨山迟家村、大宋家村、焦家村、南智家村和观刘家村。

## 人口
2010年中国第六次人口普查时，东江街道共有人口65372人。共有家庭18367户，平均每户2.84人。14岁以下的少年儿童共6428人，占总人口9.832%；15-64岁人口共53544人，占总人口81.90%；65岁及以上的老年人共5400人，占总人口的8.260%。男性共计33755人，占总人口51.63%；女性共计31617，占总人口48.36%。本地居住的人口中，拥有本地户籍的人口为43937人，占67.21%。